# Phasia transita
Phasia transita là một loài ruồi trong họ Tachinidae.